# Brísingamen

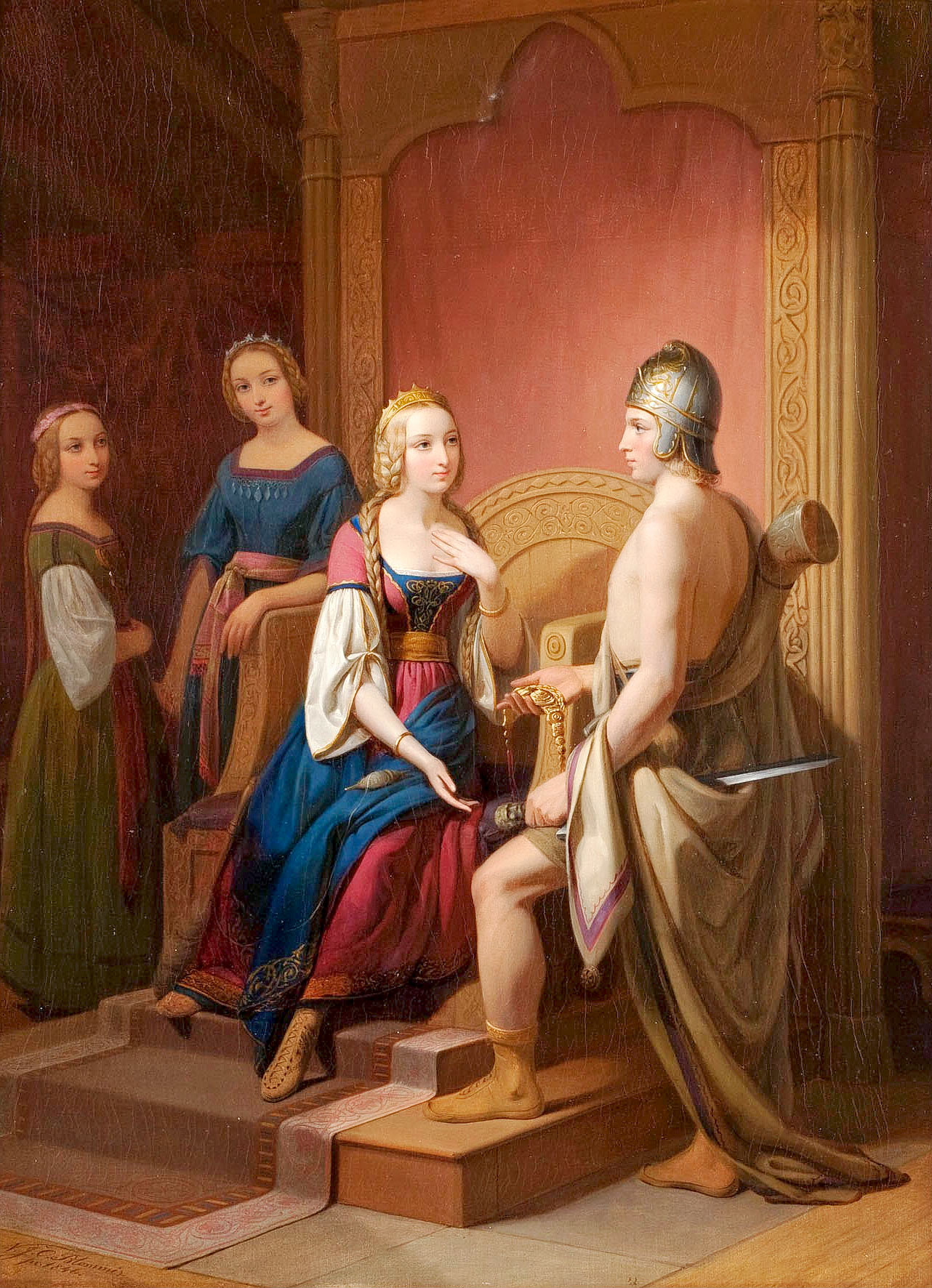
Heimdallr restituisce il Brisingamen a Freyja, in una rappresentazione pittorica di Nils Blommér (1846; Malmö, Konstmuseum).

Brísingamen è un gioiello, probabilmente un torque, che compare nella mitologia norrena, come principale oggetto della dea Freyja.

## Etimologia
Il nome è composto da due elementi norreni (brísinga-men) di cui il secondo, men, significa gioiello, collana (di metallo prezioso), torque. Il significato del primo elemento è oscuro; inteso come "monile dei Brísingar", dove "Brísingar" potrebbe significare "stirpe del fuoco", si può supporre un riferimento ai nani che lo forgiarono.

## Riferimenti mitologici
In un racconto del XIV secolo, Sörla Þáttr si riferisce di una collana di Freyja, identificabile con Brísingamen. Viene detto come Freyja incontrò quattro nani nei pressi della sua abitazione, che stavano forgiando un meraviglioso gioiello. I nomi dei nani erano Álfrigg, Dvalinn, Berlingr e Grérr. Quando Freyja chiese loro il monile, i nani acconsentirono, a patto che la dea giacesse una notte con ognuno di essi, a turno. Freyja accettò il patto, e così il monile fu suo. Odino, che di Freyja era lo sposo, quando venne a sapere della faccenda si infuriò, e ordinò a Loki di rubare la collana. Loki sapeva bene che la dimora di Freyja era inviolabile, ma vi penetrò trasformato in mosca e riuscendo così nel furto. Odino pose a Freyja, come condizione per la restituzione, che la dea facesse sorgere inimicizia tra due sovrani, che si sarebbero dovuti combattere per l'eternità, morendo e rinascendo. Con la sua magia Freyja scatenò il conflitto tra i due re Högne e Heðinn, dando così inizio alla loro battaglia eterna, e vedendosi dunque restituito il gioiello.
Un altro mito, noto solamente per oscure allusioni, narra di una lotta che contrappone Loki e Heimdallr, trasformati in foche, su un'isola, per il possesso di un gioiello chiamato hafnyra, che Snorri Sturluson identifica con Brísingamen.
Di una collana chiamata Brosingamen si parla anche nel Beowulf.

## Nella cultura di massa
Nei libri fantasy di Christopher Paolini (il Ciclo dell'Eredità), il protagonista, Eragon, possiede una spada di nome Brisingr. Nell'Antica Lingua, lingua artificiale creata da Paolini, Alagaësia, "Brisingr" significa appunto "fuoco".